# 프로태권도
태권도는 9개의 본관을 기준으로 지난1944년도에 설립된 청도관과 송무관, 무덕관, 창무관, 오도관, 지도관, 현무관 등 9개의 태권도 본관은 지난 1972년 세계태권도 본부인 국기원이 설립되면서 통합되었다. 태권도는 김운용 전 IOC 부위원장이 국기원 초대원장과 세계태권도연맹 총재등을 역임하며 올림픽종목에 채택될 정도로 스포츠로 자리매김을 확고히 하고 있다. 반면 프로태권도는 지난 1960년대 프로태권도 창시자인 박영수 사범과 신효균 사범에 의해 올림픽종목과 같이 스포츠로서의 태권도가 아닌 실전무술로 태권도의 무술가치를 높이겠다는 이념에 따라 격투기 중심의 실전 프로태권도 기술을 공개하고 이어 80년대 초 한국프로태권도협회가 설립되어 지금의 UFC와 같이 격투기 중심으로 실전 무술대회로 발전하는 전기가 되었다. 이후 1990년대 대한민국 정부 체육청소년부 장관으로부터 사단법인 대한프로태권도연맹이 허가되어 활발히 활동해 오면서 지금의 세계프로태권도본부연맹으로 개칭하여 지금까지 활동하고 있다.

## 프로태권도의 역사
프로태권도의 역사는 지난 1950년대 설립된 태권도 문무관 박영수 사범이 실전무술의 필요성을 강조하면서 신효균사범과 함께 프로태권도의 신기술인 음양수(품새동작과 같음) 1~4까지 연속동작으로 실전무술과 같이 방어와 공격중심으로 프로태권도 기술을 개발하여 발표하였다.
또한 심법과 기본지르기, 기본손기술, 기본발차기, 육기공, 음양수, 무극품새 등의 프로태권도 기술을 바탕으로 1방어 2타격형태로 공격과 방어를 적절히 병행하는 무술로 80년대 태권도인들의 많은 관심으로 매 경기때마다 공중파 방송으로 중계될 정도로 인기가 높았다. 
이후 사회단체 한국프로태권도협회 윤재명 회장에서 이일성 회장으로 교체되면서 프로태권도 경기가 활성화되었고 이후 과도기를 맞이하면서 협회는 민법32조에 의하여 비영리 체육법인으로 사단법인 대한프로태권도연맹으로 변경되어 현재에 이르게 되었다.

## 프로태권도의 특징
아마추어태권도는 올림픽 정식종목으로 선수보호와 득점취득 방식으로 경기가 진행되면서 전자 보호장구를 착용하고 정밀한 센서에 의해 타격부위가 파워중심보다는 먼저 터치가 되었냐는데 역점이되어 태권도의 무술중심보다는 점수중심이 되면서 관중들의 관심이 멀어지고 있는 것도 사실이다. 반면 프로태권도는 손발을 자유롭게 상대방에게 공격적으로 타격할 수 있고 손으로 얼굴도 가격할 수 있어 지금의 UFC 종합격투기와 일부는 유사성을 보이기도 한다.
그러나 태권도의 고유적인 방식은 그대로 유지되는 특징이 있어 손으로 1~2회 공격은 가능하지만 발을 사용하지 않으면 감점을 받는데 따라서 발공격과 손공격을 적절히 사용해야 한다는 점에서 태권도 고유의 발차기 기술과 화려한 태권도 기술을 모두 볼 수 있고 UFC 종합격투기와 같이 낭심보호대를 제외하고는 보호장구가 없어 선수의 기량과 파워에 따라 KO승이 결정되는 경우가 대부분이여서 관중들의 관심이 크고 경기의 재미가 더하다는 특징이 있다.
우승자에게는 챔피언 밸트가 주어지고 우승상금이 아마추어 태권도와 비교할 수 없을 정도로 큰 상금을 받는다. 지난 1980년대 초 프로태권도 챔피언의 경우에도 당시 경기당 1천만원의 대전료를 받을 정도로 프로태권도는 경기중심으로 아마추어 선수가 프로로 전양하여 전문 격투기 선수로 활동할 수 있는 프로태권도의 특징을 갖고 있다.

## 프로태권도의 기술
프로태권도의 기술은 앞서 기술한바와 같이 방어와 공격을 중심으로 개발된 기본손동작과 발차기 방어술과 공격술 및 현장중심의 대응방식의 프로태권도 방어와 공격을 기본으로 한 품새, 프로태권도 기술이라 할 수 있는 심범, 음양수, 육기공 등 종전에 아마태권도에서 볼 수 없는 특별한 실전무술의 기술을 선보이고 있다.

## 프로태권도의 경기
프로태권도의 경기는 기존에 복싱과 격투기에서 흔히 볼 수 있는 사각링에서 경기가 진행되거나 UFC와 같이 육각 또는 코너형 선수보호 팬슬을 설치하고 3분 3회전 3분 5회전 3분 6회전등 각 라운드마다 휴식시간이 주어지고 손에는 복싱 또는 격투기 글러브를 착용하고 발에도 선수보호를 위한 특수 프로태권도 슈즈를 신고 상대방과 방어와 공격을 병행하여 손으로 얼굴을 가격하는 것을 허용한다. 다만 연속으로 2회 이상 손을 사용할 경우 감점이고 1회 발 2회 손은 허용한다. 따라서 태권도의 기본기를 충실이 보여주면서도 실전 공격에 역점을 두고 있어 지금의 UFC 종합격투기의 원조라 할 수 있다.
대회는 전 세계에서 태권도, 아마태권도와 프로태권도 관계없이 태권도 유단자는 누구나 참가할 수 있는 선수선발전과 전국 프로태권도 선수권대회를 거쳐 우승자는 챔피언 결정전에 나갈 수 있고 이때부터 높은 대전료를 받을 수 있다.
또한 프로선수로 두각을 나타내는 경우 프로모터가 선수의 스케줄 및 체력관리를 담당하여 철저한 경기중심의 훈련과 체력관리를 위한 스포츠마사지와 스포츠닥터 및 선수의무트레이너 등이 스포츠테이핑을 포함하여 최고수준의 체력관리와 훈련을 받게 되고 이는 UFC 등 종합격투기에도 출전할 수 있도록 전문 프로모터가 지원한다.

## 프로태권도의 협회
프로태권도 전문협회는 지난 1980년 프로태권도단체의 원조이고 세계프로태권도 본부인 한국프로태권도협회를 시작으로 1990년 민법 32조에 의거 정부로부터 국내 최초로 허가를 받은 사단법인 세계대한프로태권도연맹이 국내외 최고 권위있는 프로태권도 전문기관이다.

사무처는 (우) 05116 서울특별시 광진구 강변역로 4길 68 (리젠트오피스텔 801호)에 위치하고 있으며, 연락처는 TEL.02-933-3131 FAX.02-3391-6145

## 프로태권도의 역사적 인물들
프로태권도의 역사적 인물은 지난 1960년대 태권도가 프로화로 전환될 필요가 있다고 역설하며 프로태권도 기술을 실전무술로 발전시킨 박영수 사범과 신효균 사범이다. 이후 박영수 사범과 신효균 사범은 사단법인 대한프로태권도연맹 회장을 역임했으며, 80년대부터 프로태권도 기술보급과 프로태권도 보급에만 매진해온 이영일(프로태권도 9단) 현 세계프로태권도본부연맹 상임부회장이 있다. 또한 현재 국기원 원장으로 활동하는 이동섭(프로태권도 9단) 명예총재가 프로태권도 발전을 위해 활동하고 있으며, 지난 80년대부터 각종 프로태권도 대회 프로모터로 또한 태권도 부상예방과 경기력 향상을 위한 선수체력관리 프로그램을 개발하여 프로태권도 발전에 기여해온 김태영 박사(한국스포츠마사지자격협회장 프로테권도9단)와 세계품새선수권대회에서 3개의 금메달을 획득한 김희도(프로태권도 9단) 현 연맹 사무총장 등이 프로태권도 세계화 및 프로태권도의 발전을 위해 활동하고 있다.

## 프로태권도와 타 무술과의 협력
프로태권도는 국기원 등 아마태권도에서 시작 된다. 따라서 세계태권도연맹 총재도 대한태권도협회 회장도 프로태권도의 필요성에 대해 강조하고 있으며, 실제로 세계태권도본부인 국기원 이동섭 원장도 사단법인 세계대한프로태권도연맹 명예총재로 활동하고 있다는 점에서 무엇보다 아마태권도와 협력과 협치가 아마태권도 및 프로태권도 발전에 크게 기여할 것으로 보인다는 것인 전문가의 의견이다. 
또한 프로태권도의 정착을 위해서는 다양한 선수층 확보가 중요하고 체계적인 훈련과 경제적 지원을 통해 종합무술대회의 대명사인 UFC와 같은 세계적 무술대형이벤트에 출전하여 당당히 대한민국의 실전 격투기 또한 세계프로태권도 본부인 세계대한프로태권도연맹의 위상과 자리매김을 확고히 할 수 있는 방안이 모색되는 것이 중요할 것으로 보인다.
앞으로 아마태권도와 프로태권도가 협력하고 상호보완하면 결과적으로 태권도선수로서 그리고 전문직업인으로 자리매김하는데 중요한 원동력이 될 수 있을 것으로 보인다.